# Тюрина, Лариса Николаевна
Лариса Николаевна Тюрина (род. 3 марта 1950, Мантурово) — российский политический деятель. Член Совета Федерации Федерального Собрания Российской Федерации от Рязанской области (2016—2017).

## Биография
В 1973 г. окончила лечебный факультет Рязанского медицинского института имени академика И. П. Павлова по специальности «лечебное дело». В мае 2008 года назначена министром здравоохранения Рязанской области.
С 2015 года — депутат Рязанской областной Думы, председатель комитета по социальным вопросам.

### Совет Федерации
С 29 сентября 2016 года по 10 октября 2017 года — член Совета Федерации от Рязанской областной Думы, член комитета по социальной политике. С октября 2017 года — помощник члена Совета Федерации от Рязанской областной Думы Игоря Морозова.